# کوستا رونجیچ
کوستا رونجیچ (انگلیسی: Kosta Runjaić؛ زادهٔ ۴ ژوئن ۱۹۷۱) بازیکن سابق فوتبال و مربی اهل فوتبال آلمان است.
از باشگاه‌هایی که در آن بازی کرده‌است می‌توان به باشگاه فوتبال اف‌اس‌وی فرانکفورت اشاره کرد.